# بيتر فينجر
بيتر فينجر (بالألمانية: Peter Finger)‏ هو عازف قيثارة وكاتب أغاني وملحن ومنتج أسطوانات وموسيقي ألماني، ولد في 11 أكتوبر 1954 في فايمار في ألمانيا.

## وصلات خارجية
- الموقع الرسمي
- بيتر فينجر على موقع ميوزك برينز (الإنجليزية)
- بيتر فينجر على موقع ديسكوغز (الإنجليزية)